# Allodapula guillarmodi
Allodapula guillarmodi är en biart som beskrevs av Michener 1970. Allodapula guillarmodi ingår i släktet Allodapula och familjen långtungebin. Inga underarter finns listade i Catalogue of Life.